# Argile calcaire
Une argile calcaire est une roche sédimentaire, mélange d'argile dans une proportion de 95 à 65 % et de calcaire (CaCO3) dans une proportion de 5 à 35 %.
Les termes « argile calcareuse » ou « argile calcarifère » sont parfois utilisés à la place d'argile calcaire.

## Terminologie
| Teneur en calcaire en % | 100 - 95 % | 95 - 65 %         | 65 - 35 % | 35 - 5 %        | 5 - 0 % |
| ----------------------- | ---------- | ----------------- | --------- | --------------- | ------- |
| Roches                  | Calcaire   | Calcaire argileux | Marne     | Argile calcaire | Argile  |

Les termes d'« argile marneuse »  ou de « marne argileuse » parfois utilisés, sont impropres car ils associent un des éléments constitutifs (l'argile) avec un mélange de d'argile et de calcaire (marne).

## Utilisation en poterie
Très tôt, les hommes se sont rendu compte des caractéristiques particulières de l'argile calcaire : contrairement à l'argile simple, elle ne peut être utilisée en poterie culinaire lorsqu'elle est chauffée à plus de 900 °C, car elle donne une poterie poreuse et trop rigide qui l'empêche de résister aux chocs thermiques et la rend impropre à cet usage. Par contre, chauffée à 1 200 °C, elle présente la particularité de pâlir, et de permettre une meilleure mise en relief des décors. Ces différences conduisent au développement de deux branches de la céramique, culinaire et décorative.